# Lotnictwo myśliwskie

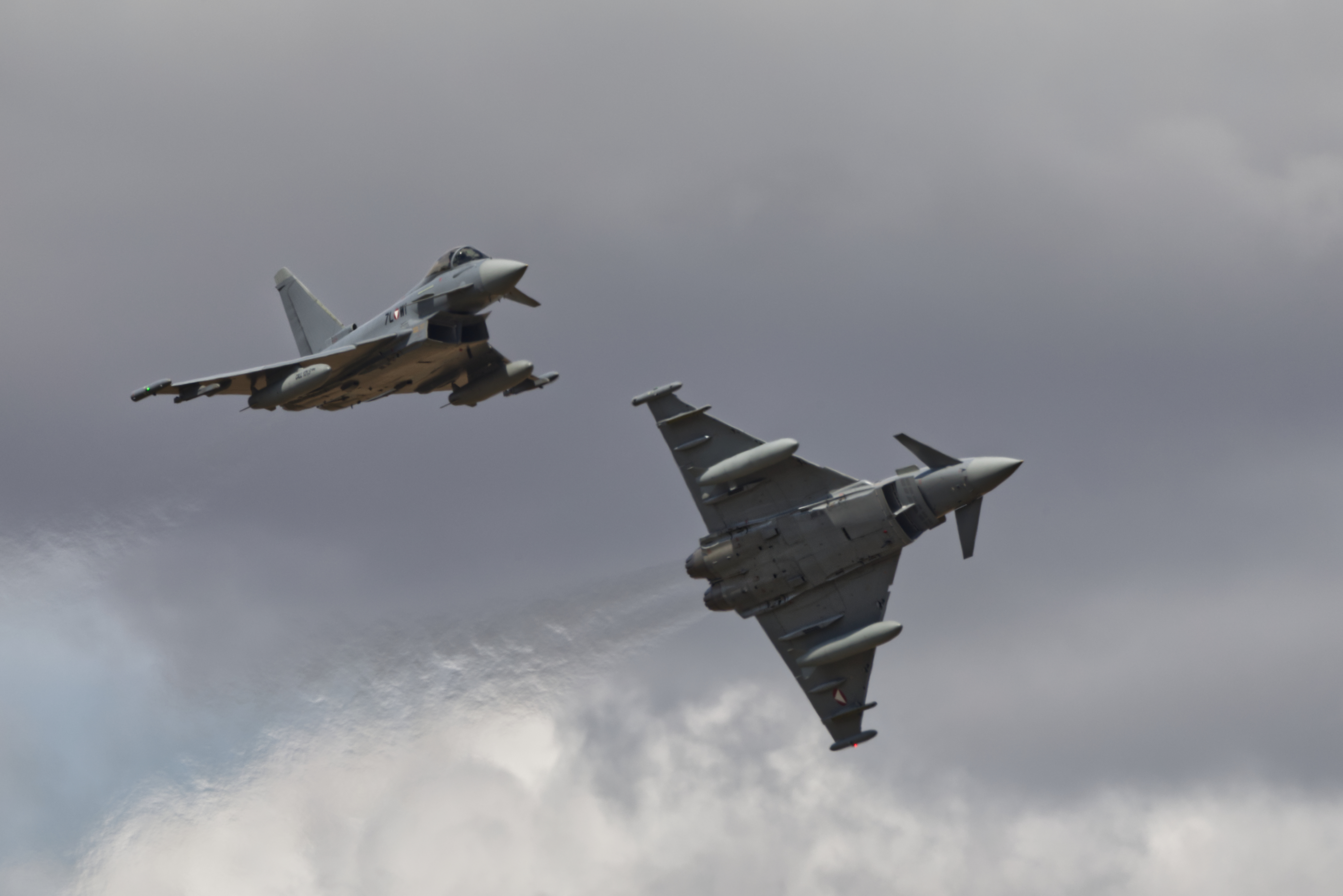
Myśliwce Eurofighter Typhoon w trakcie manewrowania

Lotnictwo myśliwskie – rodzaj lotnictwa bojowego, przeznaczony do zwalczania lotnictwa nieprzyjaciela i jego środków napadu powietrznego, osłony wojsk i ważnych obiektów (baz morskich, portów, lotnisk, przepraw) i ważnych ośrodków polityczno-ekonomicznych przed uderzeniami i rozpoznaniem z powietrza oraz do zabezpieczenia działań bojowych innych rodzajów lotnictwa. Głównym jego zadaniem jest prowadzenie walki o panowanie w powietrzu. Lotnictwo myśliwskie może prowadzić rozpoznanie, zwalczać desanty powietrzne, niszczyć wojska nieprzyjaciela, sprzęt bojowy i małe okręty. Zorganizowane może być w skrzydła, bazy, grupy, eskadry i klucze, a także w pułki, brygady, dywizje, korpusy.
Współcześnie niektóre zadania samolotu myśliwskiego przejął samolot wielozadaniowy.